# The Unexpected Bath (film 1903)
The Unexpected Bath è un cortometraggio muto del 1903 diretto da Cecil M. Hepworth.

## Trama
Un inquilino si mette a dormire nella vasca da bagno ma, nel sonno, il suo piede gira il rubinetto dell'acqua.

## Produzione
Il film fu prodotto dalla Hepworth.

## Distribuzione
Distribuito dalla Hepworth, il film - un cortometraggio della lunghezza di 45,72 metri - uscì nelle sale cinematografiche britanniche nel novembre 1903. Il 21 novembre, fu distribuito negli Stati Uniti dall'American Mutoscope & Biograph e, nel 1905, fu fatto uscire nuovamente sul mercato americano dalla Kleine Optical Company.
Non si hanno altre notizie del film che si ritiene perduto, forse distrutto nel 1924 quando il produttore Cecil M. Hepworth, ormai fallito, cercò di recuperare l'argento del nitrato fondendo le pellicole.